# Andreas Thieck
Andreas Thieck (* 29. September 1942; † 1. Mai 2016 in Berlin) war ein deutscher Nachrichten-, Synchron- und Hörspielsprecher.

## Leben und Wirken
Er war Nachrichtensprecher beim Sender Freies Berlin im Hörfunk und Fernsehen,  bis er im Jahre 2007 in den Ruhestand ging.
Thieck synchronisierte unter anderem Mark Harmon in Chicago Hope, Bob Balaban in Seinfeld und William H. Macy in Emergency Room und war Sprecher der Presseschau.
Als Hörspielsprecher war er vorwiegend für den SFB tätig. Häufiger übernahm er Rollen von Personen, die für Hörfunk und Fernsehen arbeiteten.
Anfang Mai 2016 verstarb Andreas Thieck im Alter von 73 Jahren in Berlin.

## Synchronrollen (Auswahl)

### Filme
- 1984: Winston May als Geschäftsmann in Ghostbusters – Die Geisterjäger
- 1984: Christopher Wynkoop als Fernsehreporter in Ghostbusters – Die Geisterjäger
- 1987: Eric Bérenger als Reporter in Ein unzertrennliches Gespann
- 1989: Ron Dean als Karl Richards in Die Killer-Brigade
- 1993: Richard Belzer als Komiker im Nachtclub in Sein Name ist Mad Dog
- 1999: Bill McKinney als Jack Van Hay in The Green Mile
- 2001: Paul Carson als Anchorman in Im Netz der Spinne
- 2003: Will Jordan als Ed Sullivan in Down with Love – Zum Teufel mit der Liebe!

### Serien
- 1989–1991: Robert Conrad als James T. West in Verrückter wilder Westen
- 1992–1994: Robert Ito als Sam Fujiyama in Quincy
- 1994: Robert Ito als Tashima in Der Polizeichef
- 1996–2000: John Garman Hertzler als General Martok in Star Trek: Deep Space Nine
- 1997–2001: Mark Harmon als Dr. Jack McNeil in Chicago Hope – Endstation Hoffnung

## Hörspiele
- 1971: Alfred Behrens: John Lennon, du muß sterben – Regie: Alfred Behrens
- 1974: Arbeitskreis Science-Fiction der Volkshochschule Köln: Best-Best – Regie: Heiner Schmidt
- 1974: Walter Netzsch: Die Mehlwurmaffäre – Regie: Walter Netzsch
- 1974: Heiner Schmidt: Von heute nacht bis morgen früh – Regie: Heiner Schmidt
- 1975: Robert Sheckley: Die Menschenfalle oder Das Landrennen – Regie: Peter Michel Ladiges
- 1976: Robert Röntgen: Der Ausschuss. Ein Kapitel amerikanischer Geschichte – Regie: Hermann Naber
- 1976: Theodor Weißenborn: Quecksilbermine C. Ein Klangdrama für Menschen mit starken – oder ohne Nerven – Regie: Walter Netzsch
- 1976: Sebastian Goy: Zerbriggen – Regie: Hartmut Kirste
- 1980: Horst Schlötelburg: Fröhliche Endzeit – Regie: Hans Bernd Müller
- 1981: Ireneusz Iredynski: Schatten – Regie: Wolfgang Wölfer
- 1981: Jules Verne: Ewiger Frühling, Chaos und Kunst (Kurzfassung) – Regie: Ulrich Herrlitz
- 1984: Rolf Defrank: Ihr Name steht im Protokoll – Regie: Friedhelm Ortmann
- 1985: Carlos Cerda: Calanda – Regie: Bernd Lau
- 1985: Marie Luise Kaltenegger: Mazurkika Exilika – Regie: Bernd Lau
- 1986: Achim Bröger: Nickel und Herr Siemon hinter der Wand (27. Folge: Kuscheltiere) – Regie: Ulli Herzog
- 1986: C. S. Lewis: Das Wunder von Narnia (1., 3. und 6. Teil) – Regie: Robert Matejka
- 1986: Walter Wippersberg: Erik und Roderik (3 Teile) – Regie: Walter Wippersberg
- 1987: Stefan Reisner: Die drei im Turm (2 Teile) – Regie: Georg Eichinger
- 1987: Walter Wippersberg: Kater Konstantin (1. Teil) – Regie: Walter Wippersberg
- 1988: Michael Gaida: Eddi – Regie: Robert Matejka
- 1988: Rudolf Herfurtner: Käpt'n Erwin segelt zur Schokoladeninsel – Regie: Ulli Herzog
- 1989: Achim Bröger: Der 4. Fall (Akkusativ) oder: Die drei Freunde und der entführte Hund – Regie: Ulli Herzog
- 1990: Gabriele M. Göbel: Pink Lloyd und Lisa Lavendel – Regie: Ulli Herzog
- 1990: Martin Daske: Scheinwürfe – Musik und Regie: Martin Daske
- 1990: Achim Bröger: Grusel-Graus und Monsterbruder – Regie: Ulli Herzog
- 1990/91: Mark Twain: Tom Sawyer (4 Teile) – Bearbeitung und Regie: Walter Wippersberg
- 2008: Heiner Grenzland: Tsunami über Deutschland – Musik und Regie: Heiner Grenzland